# Conus hendersoni
Espèce
Conus hendersoni est une espèce fossile de mollusques gastéropodes marins de la famille des Conidae.

## Distribution
Cette espèce marine ne se trouve à l'état fossile qu'en Nouvelle-Zélande. L'espèce s'est éteinte au Miocène le plus récent en réponse à la glaciation du Miocène terminal de l'Antarctique occidental.

## Taxonomie

### Publication originale
L'espèce Conus hendersoni a été décrite pour la première fois en 1931 par le malacologiste néo-zélandais John Marwick (d) (1891-1978) dans la publication intitulée « New Zealand Geological Survey Paleontological Bulletin »,.